# Asz-Szataja
Asz-Szataja – wieś w Syrii, w muhafazie Hims, w dystrykcie Hims. W 2004 roku liczyła 488 mieszkańców.